# 1986 en Tunisie
Chronologie de la Tunisie
- 1982
- 1983
- 1984
- 1985
- 1986
- 1987
- 1988
- 1989
- 1990

Cet article présente les faits marquants de l'année 1986 en Tunisie ou relatifs à la Tunisie.

## Événements
- 17 février : la Tunisie participe au premier Sommet de la francophonie à Versailles[1].
- 19-21 juin : le Premier ministre Mohamed Mzali est confirmé par le président Habib Bourguiba lors du congrès du Parti socialiste destourien[2].

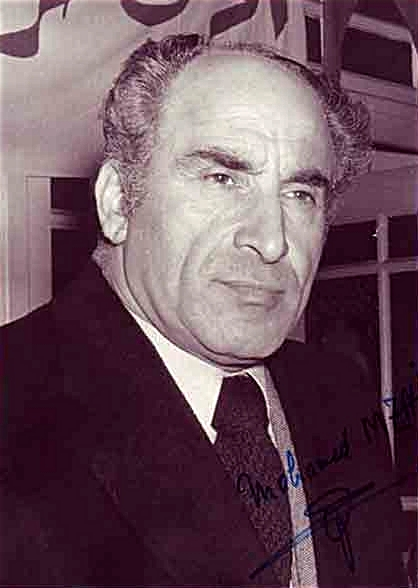
Mohamed Mzali.

- 8 juillet : le président Habib Bourguiba destitue le Premier ministre Mohamed Mzali, remplacé par Rachid Sfar[3] qui est nommé pour juguler la crise économique que traverse le pays.
- 11 août : Habib Bourguiba divorce de sa femme Wassila par un simple communiqué et sans que la procédure légale soit respectée[4].
- 30 septembre : des pluies diluviennes, « 4 mois de pluie en 3 heures », s'abattent sur la région de Tunis[5].
- 2 novembre : les élections législatives, les septièmes à se tenir en Tunisie, voient les listes présentées par le pouvoir obtenir la totalité des sièges.

## Sports

### Athlétisme
- Championnats de Tunisie d'athlétisme 1986

### Football
- Coupe des clubs champions arabes de football 1986
- Équipe de Tunisie de football en 1986
- Championnat de Tunisie de football 1985-1986
- Championnat de Tunisie de football 1986-1987
- Coupe de Tunisie de football 1985-1986
- Coupe de Tunisie de football 1986-1987

### Handball
- Championnat de Tunisie masculin de handball 1985-1986
- Championnat de Tunisie masculin de handball 1986-1987

### Volley-ball
- Championnat de Tunisie masculin de volley-ball 1985-1986
- Championnat de Tunisie masculin de volley-ball 1986-1987

## Culture
- L'Enquête, film tuniso-hispano-italien réalisé par Damiano Damiani, sorti en 1986.
- L'Homme de cendres, film tunisien réalisé par Nouri Bouzid, sorti en 1986, est sélectionné lors du Festival de Cannes et obtient le Tanit d'or aux Journées cinématographiques de Carthage.
- Pirates, film d'aventures franco-tunisien co-écrit et réalisé par Roman Polanski et sorti en 1986, est un long métrage présenté hors compétition et projeté au Festival de Cannes en mai, date de sa sortie nationale en France.

## Naissances en 1986
- Naissance en Tunisie en 1986

## Décès en 1986
- Décès en Tunisie en 1986